# Olive Young
Olive Young (auch OliveYoung) ist eine südkoreanische Drogeriemarktkette. Es ist die größte Drogeriekette Südkoreas mit rund 1250 Filialen in dem Land (Stand 2021). Olive Young wurde 1999 vom CJ-Konzern gegründet.
Die Aussprache des Namens klingt wie das Englische all live young und leitet sich davon ab. Das Olive im Namen soll Natürlichkeit und Gesundheit symbolisieren.

## Geschichte

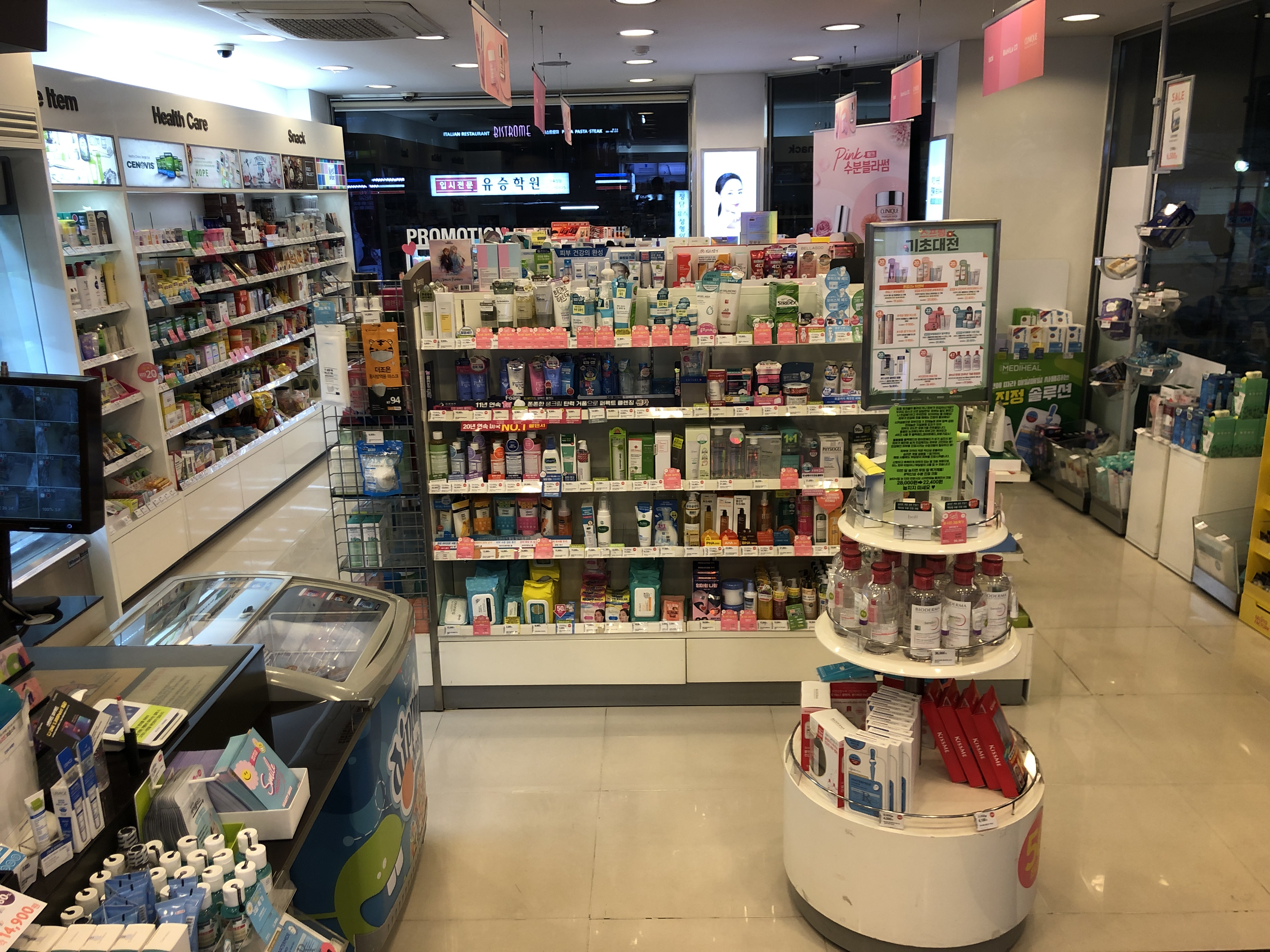
Das Innere einer Filiale in Wonju (2020).

Die erste Olive-Young-Filiale wurde 1999 im Seouler Bezirk Sinsa-dong eröffnet. Seit 2007 führt Olive Young auch Eigenmarken im Sortiment.
2013 expandierte Olive Young nach China durch die Eröffnung einer Filiale in Shanghai.
2019 eröffnete Olive Young einen globalen Online-Store in englischer und japanischer Sprache, über den weltweit Drogerieartikel, vor allem kosmetische Produkte, versendet werden. Olive Young möchte sich dabei den weltweiten Erfolg und Trend koreanischer Kosmetik (K-Beauty Boom) zu Nutze machen.